# Nicolò Caracciolo
Nicolò Caracciolo (Villa Santa Maria, 8 de novembro de 1658 - Cápua, 7 de fevereiro de 1728) foi um cardeal do século XVIII

## Biografia
Nasceu em Villa Santa Maria em 8 de novembro de 1658, Villa Santa Maria, diocese de Teano. Do ramo dos duques de Melfi. Terceiro dos quatorze filhos de Filippo Caracciolo, 5º príncipe de Villa Santa, e Zenobia del Giudice, irmã do cardeal Francesco del Giudice (1690). Foi batizado em 30 de novembro de 1658. Primo do cardeal Nicolò del Giudice (1725). Outros cardeais da família foram Marino Caracciolo (1535); Innico Caracciolo,sênior (1666); Innico Caracciolo, Jr (1715); Giovanni Costanzo Caracciolo (1759); Diego Innico Caracciolo (1800); e Filippo Giudice Caracciolo, Ora. (1833). Seu sobrenome também está listado como Carracciolo.
Estudou no Seminario Romano, Roma; na Universidade de Nápoles, obtendo o doutorado in utroque iure , direito canônico e civil, em 15 de março de 1684.
Referendário dos Tribunais da Assinatura Apostólica da Justiça e da Graça. Governador de Fabriano, 19 de setembro de 1691. Presidente de Montalto, 2 de janeiro de 1693. Governador de Ancona, 28 de junho de 1695. Governador de Viterbo, 23 de novembro de 1697. Governador de Perugia e Umbria, 7 de novembro de 1698. Governador provincial de Marca Anconitana, 23 de maio de 1699.
Eleito arcebispo titular de Tessalônica, em 10 de maio de 1700. Consagrado, em 6 de junho de 1700, basílica patriarcal do Vaticano, Roma, pelo cardeal Fabrizio Paolucci, auxiliado por Lorenzo Corsini, arcebispo titular de Nicomédia, e por Tommaso Ruffo, arcebispo titular de Nicéia. Assistente do Trono Pontifício, 9 de junho de 1700. Núncio na Toscana, de 25 de junho de 1700 até 14 de março de 1703. Transferido para a sede metropolitana de Cápua, em 23 de abril de 1703. Vice-gerente de Roma, de 4 de dezembro de 1712 até dezembro 16 de 1715. Regente do vicariato de Roma, 6 de abril de 1714.
Criado cardeal sacerdote no consistório de 16 de dezembro de 1715, com dispensa por ter um tio cardeal vivo. Pró-vigário geral de Roma, 18 de dezembro de 1715 até sua renúncia, 6 de dezembro de 1717. Recebeu o barrete vermelho e o título de S. Martino ai Monti, 5 de fevereiro de 1716. Retornou à sua sé de Cápua. Participou do conclave de 1721, que elegeu o Papa Inocêncio XIII. Não participou do conclave de 1724, que elegeu o Papa Bento XIII.
Morreu em Cápua em 7 de fevereiro de 1728. Enterrado na catedral metropolitana de Cápua.